# Conspiración Septembrina
La Conspiración Septembrina fue un atentado contra la vida de Simón Bolívar, cuando se declaró dictador de la Gran Colombia, ocurrido en Bogotá el 25 de septiembre de 1828. Tres docenas de atacantes forzaron el ingreso a la medianoche al Palacio Presidencial comandados por el comandante Pedro Carujo y luego de asesinar a los guardias se dirigieron a la habitación de Bolívar, quien logró escapar por la ventana, con ayuda de Manuela Sáenz. Los atacantes fueron enfrentados por el General de Brigada Ramón Olivares, quien se encontraba en el lugar protegiéndolo.
En los juicios seguidos luego del atentado, fue condenado a muerte su principal opositor, el general Francisco de Paula Santander, a quien Bolívar le perdonó la vida y lo desterró. 

## Antecedentes
El gobierno de la Gran Colombia se había convertido en un sistema centralista en extremo, absolutista y con gobernantes en especial militares que no acataban las leyes de la constitución de 1821, regiones que se habían unido para fundar una nación más fuerte «La Gran Colombia», varias de ellas ya habían tenido en el pasado un sistema de gobierno federalista y se les había prometido respetar autonomía y no pudieron sentir, empezaron a presentarse hechos en que militares abusaban de su autoridad y usaban el miedo como una de sus armas ante la población, los reclamos por parte de más líderes y población alentaban levantamientos y revueltas. 
Bolívar aceptó ser gobernante de Perú pero para 1826 tuvo que dejar a cargo a un Consejo de Estado en Lima, desplazarse con urgencia y negociar con líderes en el levantamiento de La Cosiata,  Bolívar había dejado instrucciones para terminar el proceso de imponer una nueva constitución de carácter vitalicio en Perú y Bolivia, hecho que llegó a cumplirse pero para enero de 1827 los peruanos se sublevaron y manifestaron que la nueva constitución se había impuesto de manera forzada por un segundo proceso de manera irregular que violaba sus leyes, los peruanos anularon esa constitución y retiraron a Bolívar como posible gobernante de Perú.
El proyecto de una constitución vitalicia también se presentó la propuesta ante la Convención de Ocaña y obtener la misma idea con la Gran Colombia, propuesta que fue rechazada y para el 10 de junio de 1828 no se había llegado a ningún acuerdo en dicha Convención, para el 27 de agosto de 1828 Simón Bolívar firmó un decreto mediante el cual se hizo dictador, disolvió el Congreso, se impuso un régimen militar y el descontento social hacia el gobierno de la época iba en incremento.

## Sucesos

Simón Bolívar, blanco del atentado de la Conspiración Septembrina.

La oposición a Bolívar había crecido entre los liberales[cita requerida] neogranadinos especialmente tras haber declarado este la dictadura el 27 de agosto de 1828, quienes se habían reunido en sociedades secretas que llamaron «SSP» (Sociedad Socrata Parlamental), como las de la Revolución francesa. En su mayoría estudiantes e intelectuales, se reunían a discutir temas políticos, en una de esas reuniones Luis Vargas Tejada pronunció su famosa estrofa:

Si de Bolívar la letra con que empieza
y aquélla con la que acaba le quitamos,
«oliva» de la paz símbolo hallamos.
Esto quiere decir que la cabeza
al tirano y los pies cortar debemos
si es que una paz durable apetecemos.

De una de esas reuniones a principios de septiembre de ese año salió la idea de matar a Bolívar. Para ello buscaron conseguir adeptos en las Fuerzas Armadas, reclutando veteranos, reservistas y sargentos pero también expulsados o a punto de serlo por su mala conducta.
La medianoche del 25 de septiembre unos doce civiles y veinticinco soldados comandados por Pedro Carujo forzaron la puerta del Palacio Presidencial (Palacio de San Carlos) y asesinaron a los guardias, tras lo cual buscaron la habitación de Bolívar. Manuela Sáenz quien estaba esa noche con Bolívar lo despertó. Al enterarse de lo que sucedía, Bolívar agarró su pistola y su sable y trató de abrir la puerta pero Manuela lo convenció de que escapara por la ventana.
Bolívar mandó a averiguar la situación en los cuarteles mientras estuvo toda la noche bajo un puente. Bolívar logró saltar y evadirse por la ventana mientras Manuela entretenía y enfrentaba a los conspiradores. El resultado de esta conspiración fue la muerte del coronel William Ferguson, un edecán inglés, la herida del joven Andrés Ibarra y una contusión por un golpe en la frente que recibió la salvadora del ilustre caraqueño. El esclavo liberto José Palacios llevó al recién salvado de la muerte a un lugar seguro. El batallón de Vargas dirigido por el coronel Whittle contribuyó al fracaso de la conspiración. Finalmente, le correspondió a los generales Rafael Urdaneta y José María Córdova poner fin al complot, controlar la situación en la capital y llevar a prisión a los cómplices de ese siniestro atentado. 

## Juicios a los implicados
Los juicios posteriores a los acontecimientos de la Conspiración Septembrina fueron realizados por medio de un recién creado tribunal ex post facto al surgir un tribunal de conjurados. Para el 29 de septiembre Bolívar decidió disolver el tribunal y encargar a Rafael Urdaneta como Juez Único con el apoyo de Tomás Barriga de los casos faltantes y la revisión de los absueltos o condenas que no le dejaron satisfacción.
Durante los días que siguieron fueron arrestados los sospechosos y se les abrió juicio a muchos de ellos así como a militares de alto rango sobre los que se tuviera sospecha alguna de participación en el atentado, sea planificando, colaborando con sus ejecutores o simplemente callando. Fueron acusados Francisco de Paula Santander y el almirante José Prudencio Padilla, a quien doce artilleros y un oficial intentaron liberarlo de prisión en el cuartel de milicias de caballería para que fijara postura, Padilla se rehusó, manifestándoles que se hallaba preso y no debía mezclarse en tal negocio; que consiguieron hacerlo bajar hasta la puerta del cuartel, de donde a favor del bullicio militar y volvió a subir a su alojamiento, en donde encontró al sargento y un soldado de la guardia que le custodiaban y se habían refugiado en aquella pieza en unión de su asistente; que luego que se retiró la tropa que había entrado a aquel cuartel, reunió las armas de la guardia e hizo a su asistente cerrase la puerta del cuartel con llave, receloso intentasen volver a entrar a obligarle a tomar las armas, como lo habían intentado al principio, o matarle si a ello no accedía; que así permaneció hasta que advirtió había cesado la bulla, en cuyo acto mandó a su asistente a que diese aviso al general Urdaneta u otro jefe.
Vicente Azuero y otros opositores no participaron, pero fueron cómplices de la conspiración también como Luis Vargas Tejada, Florentino González, capitán Emigdio Briceño Guzmán, llamado en Venezuela «El septembrista» y hasta Pedro Carujo, el enconado enemigo de Bolívar, que fueron juzgados por el Consejo de Ministros y hallados culpables. Se les conmutó la pena por el destierro y algunos fueron indultados. Santander fue hallado culpable y fue degradado, expulsado deshonrosamente y condenado a la pena de muerte, pero su pena fue conmutada por el exilio por decisión de Bolívar. Igualmente, a Vicente Azuero y Florentino González se les conmutó la pena por el exilio. Vargas Tejada murió ahogado en un río durante su huida en los Llanos colombianos.